# Odin (jméno)
Odin je mužské křestní jméno. Pochází ze staroseverského jména Ódinn, které je vytvořené ze slova ódr, to znamená inspirativní, vášnivý, šílený. Nebo to může pocházet ze germánského slova Wodanaz. V severské mytologii byl Odin nejvyšší z Bohů, který předsedal pro zručnost, válečnost, moudrost a smrt.

## Známí nositelé
- Odin Benítez, vedoucí zvukových efektů
- Odin Black, syn australské herečky Claudie Black je pojmenován po severském bohu.
- Oden Fong, americký duchovní
- Oden Johansson
- Odin Langen (1913–1976), americký politik z Minnesoty

## Souvislé články
- Ódin